# مکسیم لوپیریونوک
مکسیم لوپیریونوک (اوکراینی: Максим Іванович Лопирьонок؛ زادهٔ ۱۳ آوریل ۱۹۹۵) بازیکن فوتبال اهل اوکراین است.
از باشگاه‌هایی که در آن بازی کرده‌است می‌توان به باشگاه فوتبال دنیپرو اشاره کرد.
وی همچنین در تیم ملی فوتبال اوکراین زیر ۱۶ سال بازی کرده‌است.